# Briańsk
Briańsk (ros. Брянск) – miasto obwodowe w zachodniej części Rosji, nad Desną, w pobliżu granicy z Białorusią i Ukrainą. Leży na obszarze historycznej Siewierszczyzny.
Ważny węzeł kolejowy, ośrodek przemysłowy, naukowy (4 szkoły wyższe) i kulturalny (2 muzea). Według spisu powszechnego z 2010 roku miasto liczyło 415 721, a okręg miejski 435 245 mieszkańców. W 2015 roku było to odpowiednio 407 256 i 426 255 mieszkańców.

## Części miasta
| Lp. | nazwa dzielnicy (ros. rejonu) | nazwa rosyjska    | mieszkańców: 2010 |
| --- | ----------------------------- | ----------------- | ----------------- |
| 1   | bieżycka                      | Бежицкий район    | 155 330           |
| 2   | wołodarska                    | Володарский район | 73 791            |
| 3   | sowiecka                      | Советский район   | 113 328           |
| 4   | fokińska                      | Фокинский район   | 73 272            |
|     | Miasto razem                  |                   | 415 721           |

| Lp. | nazwa osiedla typu miejskiego | nazwa rosyjska  | mieszkańców: 2010 |
| --- | ----------------------------- | --------------- | ----------------- |
| 1   | Radica-Kryłowka               | Радица-Крыловка | 3526              |
| 2   | Bolszoje Połpino              | Большое Полпино | 6356              |
| 3   | Biełyje Bieriega              | Белые Берега    | 9642              |
|     | Okręg miejski razem           |                 | 435 245           |

Miasto jest podzielone na 4 rejony (odpowiednik polskich dzielnic). Administracji miejskiej Briańska podlegają również 3 osiedla typu miejskiego: Radica-Kryłowka (ros: Радица-Крыловка) podlegające administracji rejonu bieżyckiego (3 526 mieszkańców w 2010 roku), Bolszoje Połpino (ros: Большое Полпино) podlegające administracji rejonu wołodarskiego (6 356 mieszkańców w 2010 roku) i Biełyje Bieriega (ros: Белые Берега) podlegające administracji rejonu fokińskiego (9 642 mieszkańców w 2010 roku). Łącznie z podlegającymi miastu osiedlami miejskiego okręg miejski Briańsk liczył w 2010 roku 435 245 mieszkańców.

## Historia

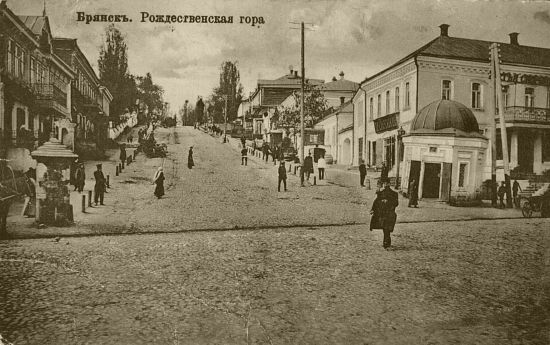
Briańsk na początku XX w.

Pierwsza wzmianka o mieście notowana w roku 1146, ale jako gród Briańsk istniał już od końca X wieku. W 1310 r. zostało najechane przez Mongołów. Od roku 1356 do końca XV wieku w granicach Wielkiego Księstwa Litewskiego. W czasie konfliktu z Witoldem w 1408 r. miasto spalił Świdrygiełło.
Na początku XVI w. Briańsk został przyłączony do Wielkiego Księstwa Moskiewskiego, od 1547 r. leżał w granicach Rosji. W czasie wojny polsko-rosyjskiej zdobyty w 1610 przez Rzeczpospolitą. Od 1709 r. przynależał administracyjnie do guberni kijowskiej, w 1778 r. przesunięty do namiestnictwa orłowskiego (od 1796 guberni). W 1919 r. miasto zdobyli bolszewicy.
Miasto okupowane było przez wojska niemieckie podczas II wojny światowej od 6 października 1941 do 17 września 1943.

## Klimat
Według uaktualnionej klasyfikacji Köppena-Geigera Briańsk leży w strefie Dfb – klimatu kontynentalnego wilgotnego.
| Miesiąc                              | Sty   | Lut   | Mar   | Kwi   | Maj  | Cze  | Lip  | Sie  | Wrz  | Paź   | Lis   | Gru   | Roczna |
| ------------------------------------ | ----- | ----- | ----- | ----- | ---- | ---- | ---- | ---- | ---- | ----- | ----- | ----- | ------ |
| Rekordy maksymalnej temperatury [°C] | 7.6   | 9.9   | 18.8  | 28.3  | 32.3 | 34.9 | 37.7 | 38.4 | 30.7 | 24.8  | 17.1  | 9.9   | 38,4   |
| Średnie temperatury w dzień [°C]     | -3.5  | -3.0  | 2.8   | 12.0  | 19.0 | 22.1 | 23.9 | 22.7 | 16.5 | 9.7   | 1.6   | -2.7  | 10,1   |
| Średnie temperatury w nocy [°C]      | -8.6  | -9.1  | -4.2  | 3.0   | 8.6  | 12.3 | 14.2 | 12.9 | 7.9  | 3.0   | -2.8  | -7.3  | 2,5    |
| Rekordy minimalnej temperatury [°C]  | -41.8 | -34.9 | -29.6 | -21.8 | -4.2 | -1.3 | 2.2  | 0.1  | -5.2 | -13.0 | -23.6 | -38.6 | −41,8  |
| Opady [mm]                           | 46    | 41    | 38    | 43    | 57   | 80   | 87   | 69   | 63   | 56    | 53    | 50    | 683    |
| Średnia liczba dni deszczowych       | 7     | 6     | 8     | 14    | 16   | 18   | 17   | 14   | 16   | 16    | 14    | 10    | 156    |
| Średnia liczba dni śnieżnych         | 23    | 21    | 14    | 4     | 0.4  | 0    | 0    | 0    | 0.4  | 4     | 14    | 22    | 103    |
| Wilgotność [%]                       | 85    | 82    | 76    | 68    | 65   | 69   | 71   | 72   | 77   | 81    | 87    | 87    | 77     |
| Źródło: [dostęp 2014-01-08]          |       |       |       |       |      |      |      |      |      |       |       |       |        |

## Przemysł
Miasto ma długie tradycje jako centrum produkcji środków transportu – produkuje się tu lokomotywy (w tym używane w Polsce SM48), wagony, traktory, samochody ciężarowe; odlewnia staliwa, elektrownia cieplna.

## Transport

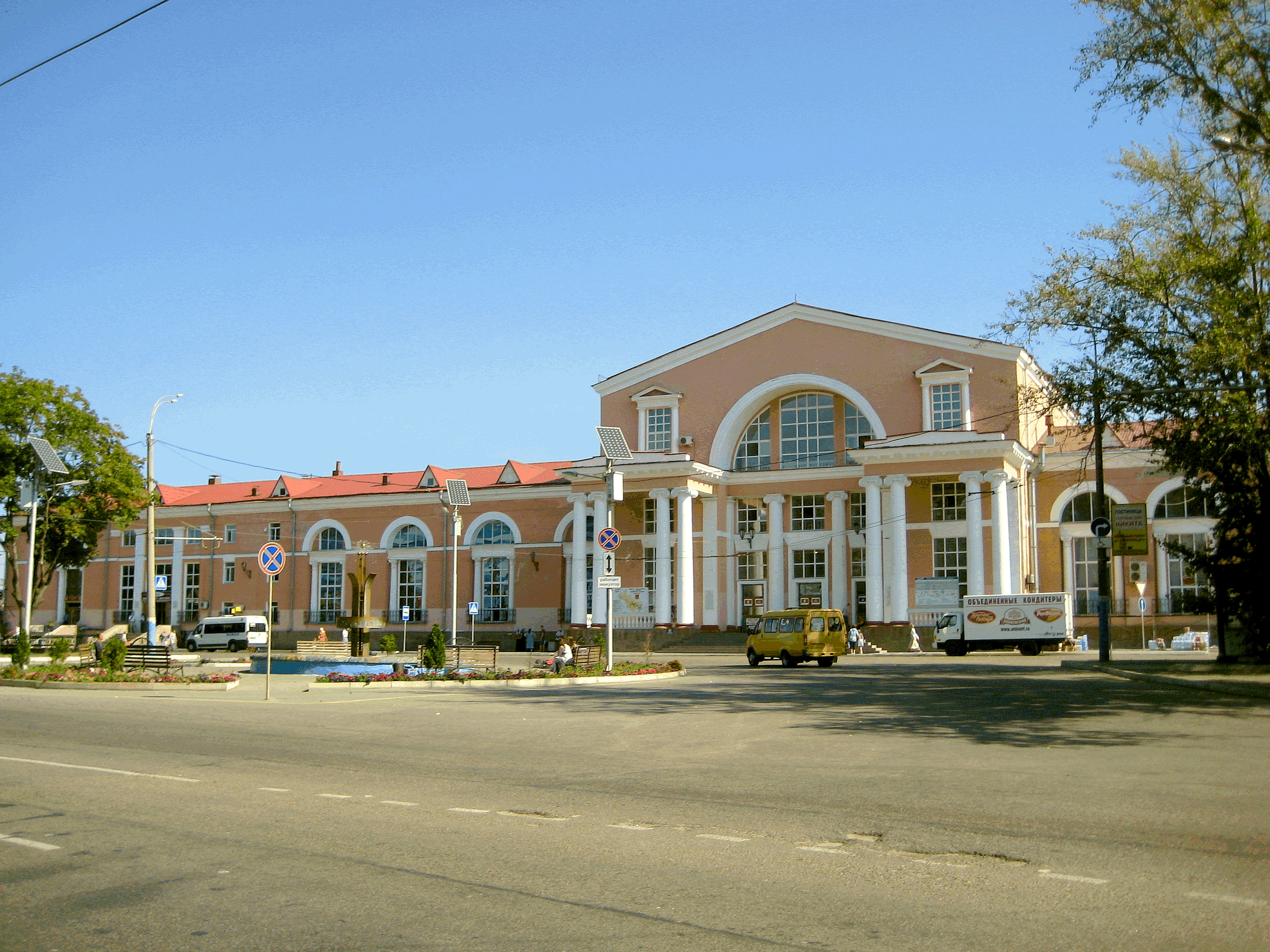
Dworzec kolejowy Briańsk Orłowski

Głównym dworcem kolejowym miasta jest Briańsk Orłowski. Miejską komunikację publiczną obsługują autobusy i trolejbusy.
W pobliżu miasta znajduje się port lotniczy Briańsk.

## Sport
- Dinamo Briańsk – klub piłkarski
- Rodzinne miasto Galiny Malczuginy, rosyjskiej sprinterki, medalistki mistrzostw świata, Europy i igrzysk olimpijskich.

## Miasta partnerskie
Briańsk, na mocy aktu o przyjaźni i umowy o partnerstwie z roku 1999, rozpoczął współpracę z polskim miastem Skwierzyna. Dnia 1 marca 2022, w związku z napaścią Rosji na Ukrainę, została zerwana umowa współpracy.
Od roku 1995 Briańsk miał podpisaną umowę o partnerstwie z miastem Konin. Dnia 4 marca 2022, w związku z napaścią Rosji na Ukrainę, Konin wypowiedział umowy o partnerstwie i współpracy z rosyjskim Briańskiem i białoruską Rzeczycą.

## Polacy w Briańsku
Według carskich danych w 1897 Polacy stanowili 3,4% mieszkańców miasta i byli trzecią najliczniejszą grupą ludności po Rosjanach i Żydach. Przed odzyskaniem przez Polskę niepodległości w briańskich szkołach uczyli się podpułkownik saperów Wojska Polskiego Stanisław Magnuszewski oraz twórca Instytutu Fizyki Jądrowej Polskiej Akademii Nauk Henryk Niewodniczański. Polski lekarz Piotr Ambrożewicz wydawał tu w latach 1890–1913 czasopismo medyczne Akuszerka. W Briańsku urodzili się:
- Aleksander Krzyżanowski – pułkownik artylerii Wojska Polskiego, członek SZP, ZWZ i Armii Krajowej, żołnierz wyklęty
- Stanisław Płoski – historyk, członek Armii Krajowej i PPS
- Anatol Radziwonik – podporucznik Wojska Polskiego, oficer Armii Krajowej, żołnierz wyklęty

## Galeria

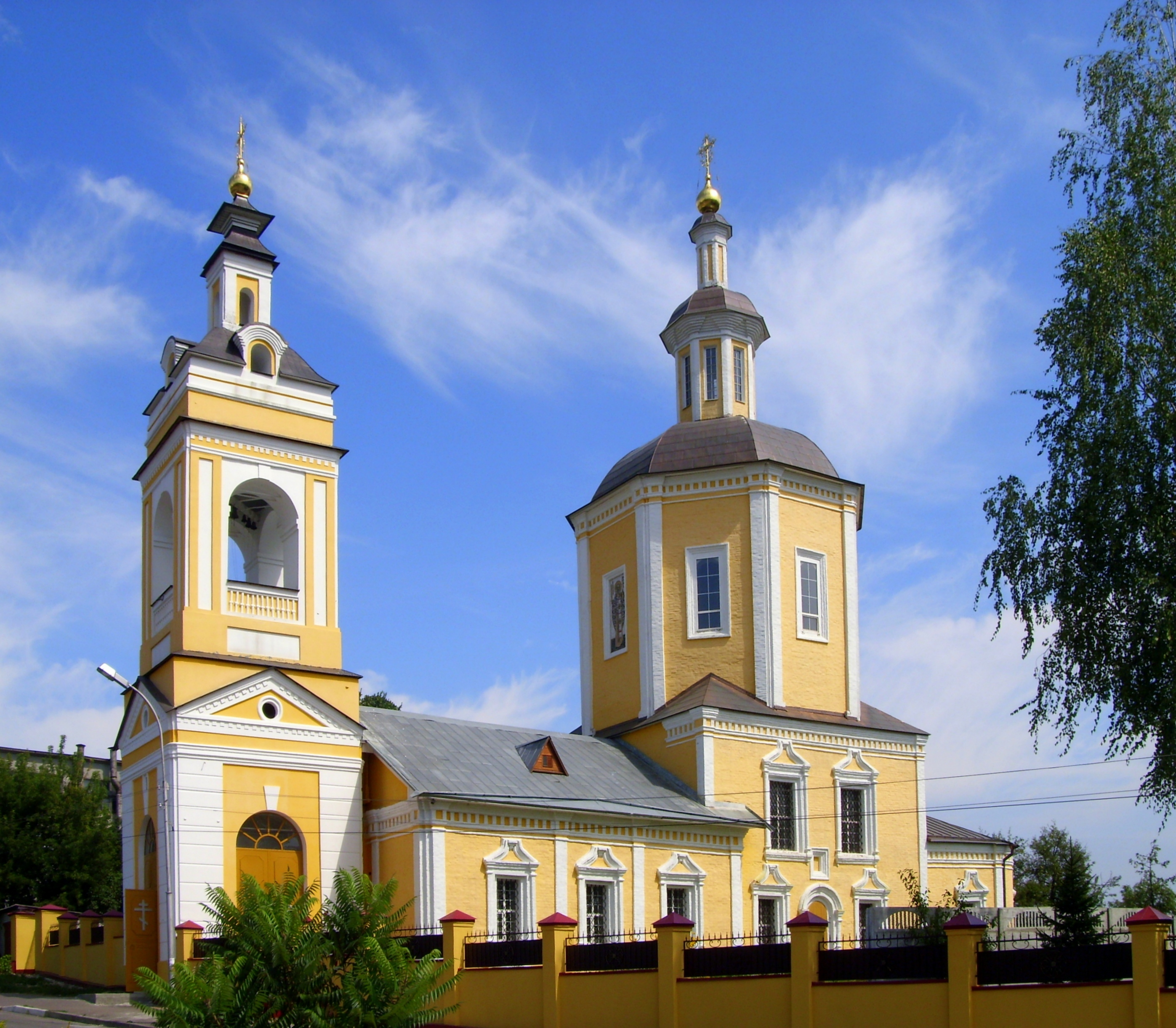
Cerkiew św. Mikołaja
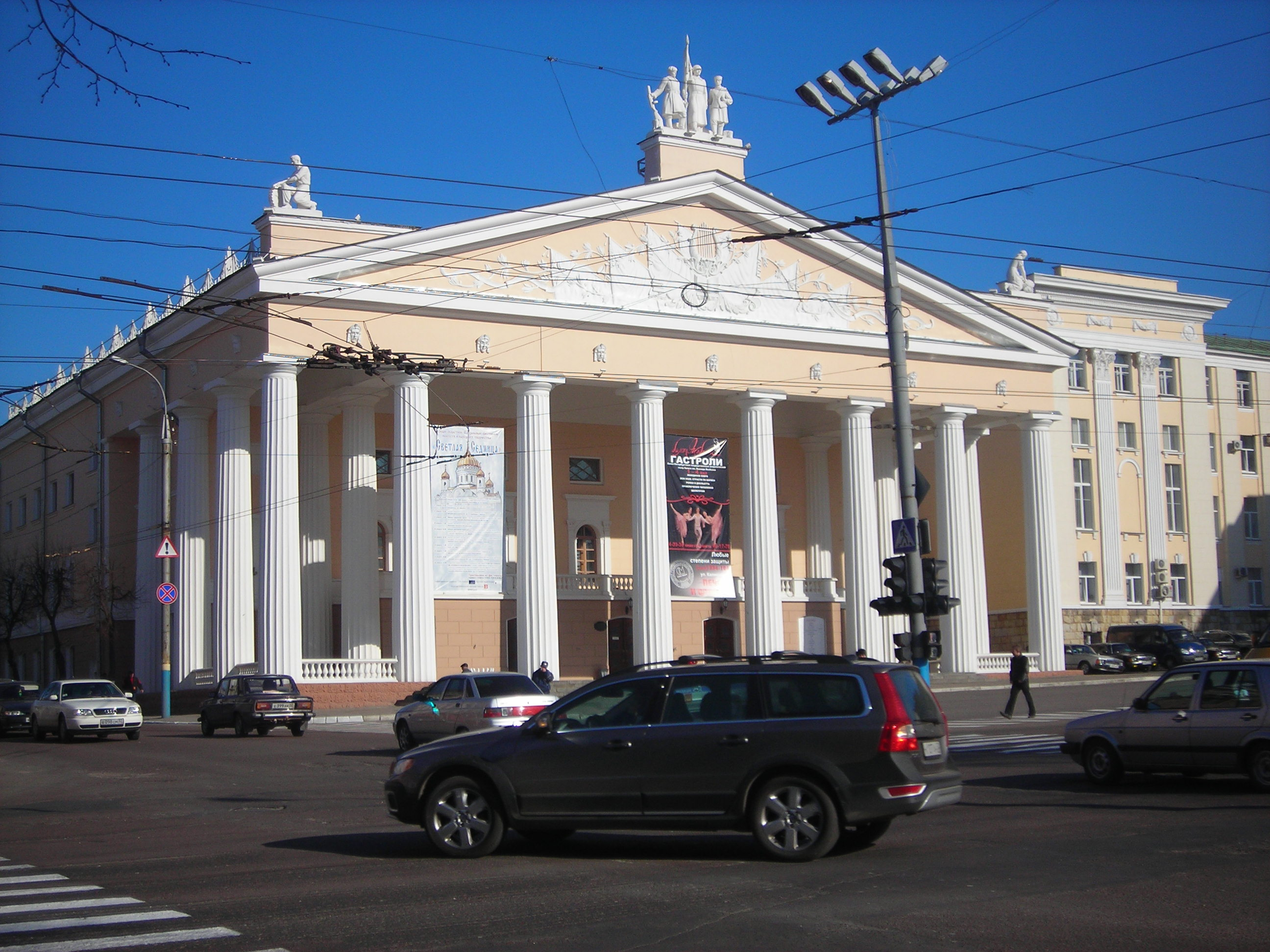
Teatr Dramatyczny
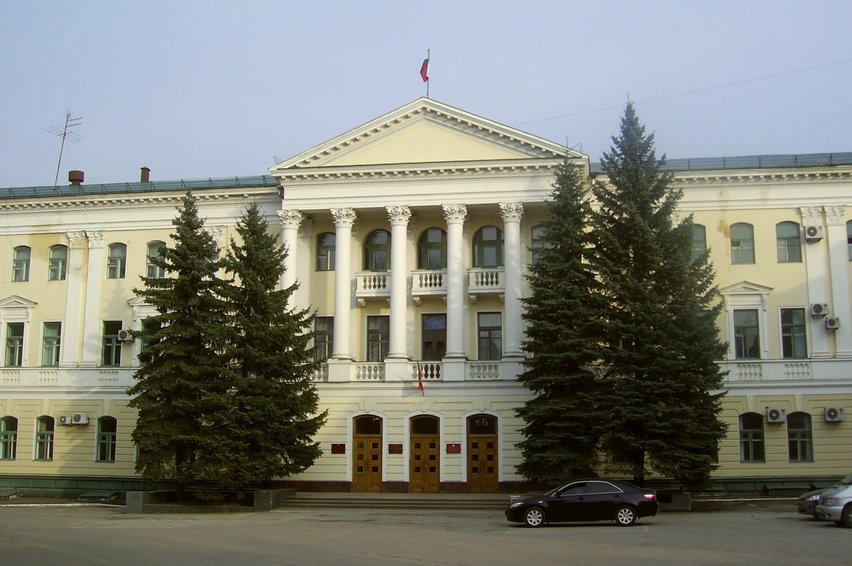
Duma obwodowa
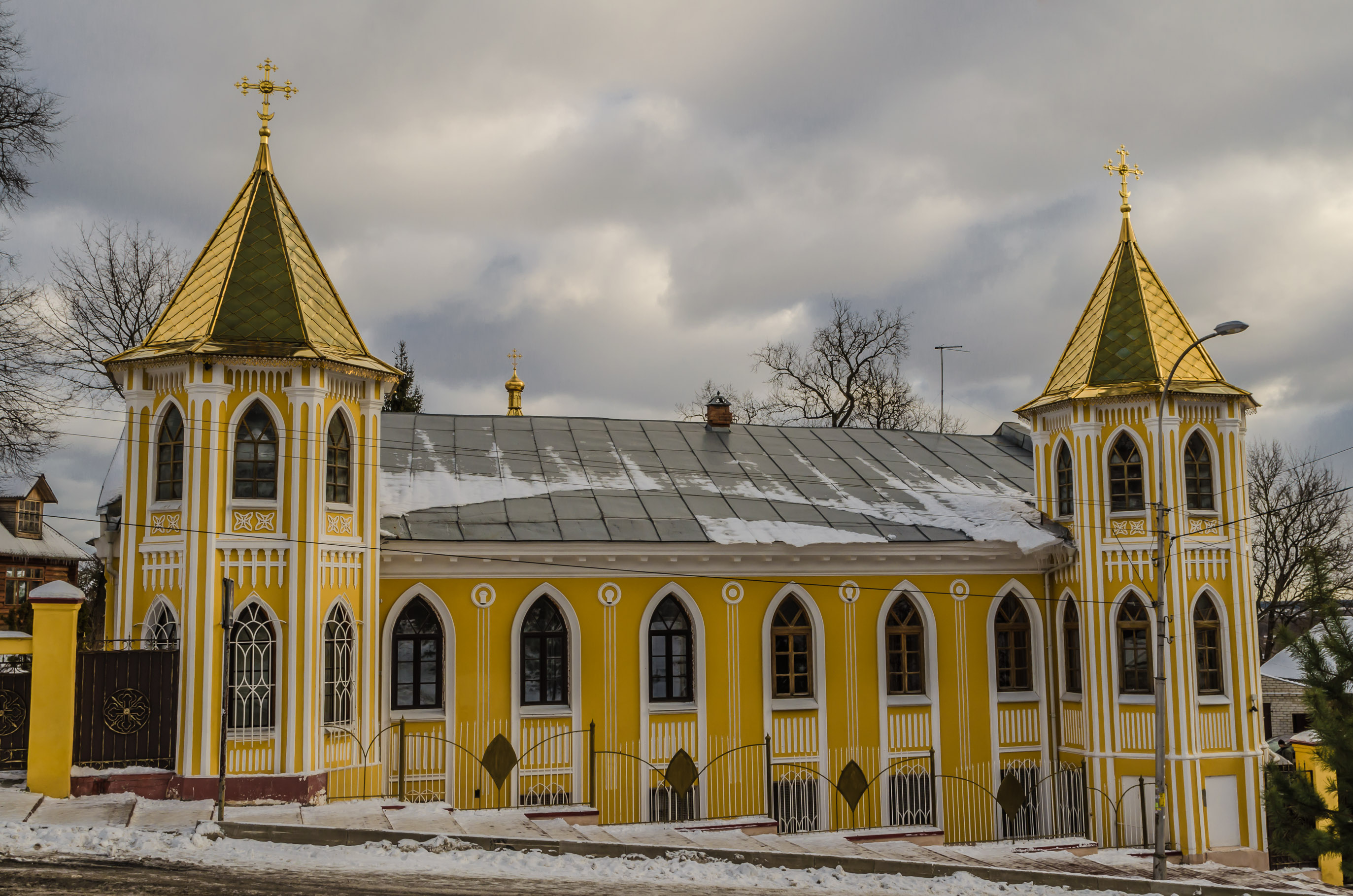
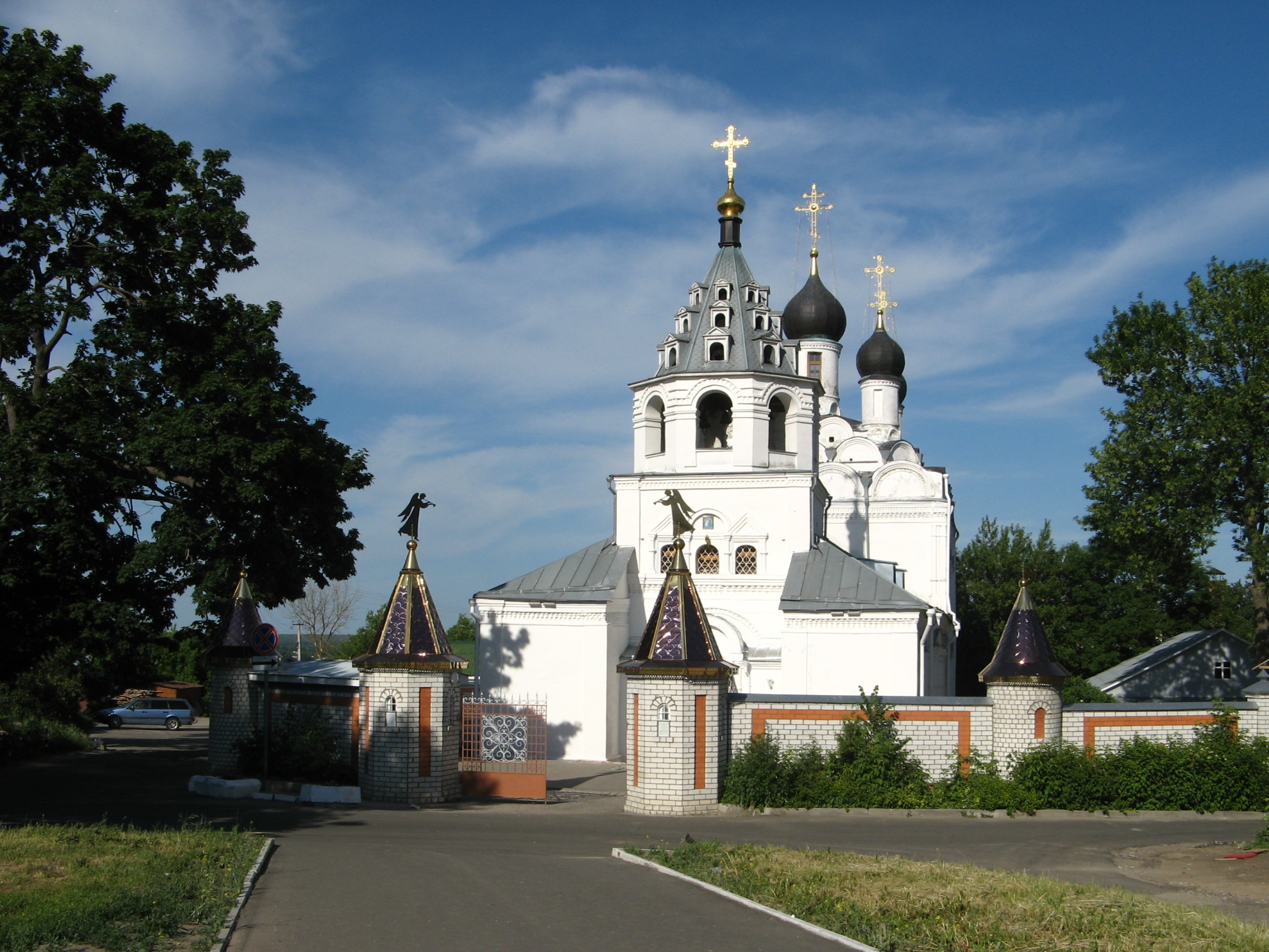
Cerkiew Wprowadzenia Bogurodzicy do Świątyni
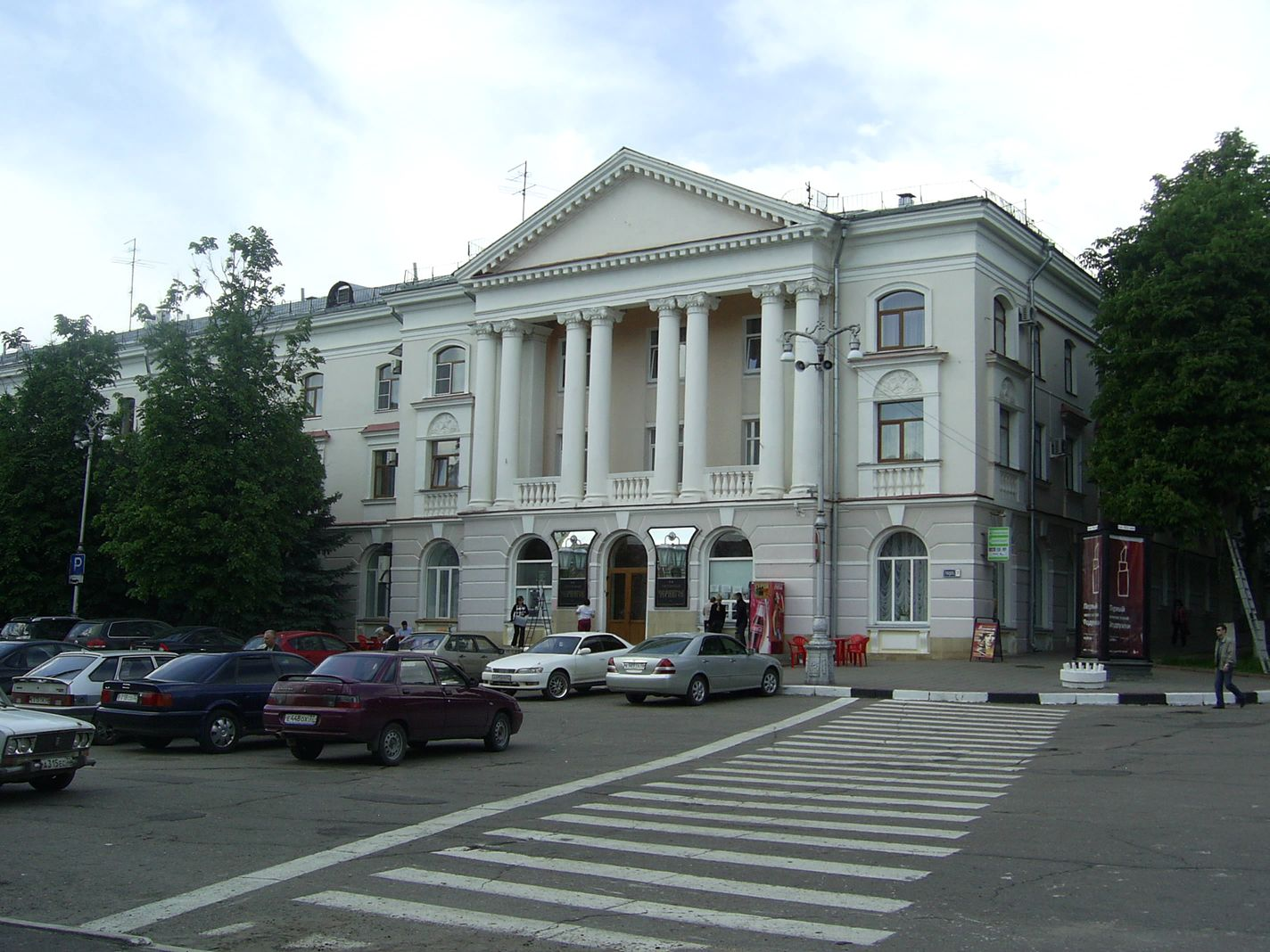
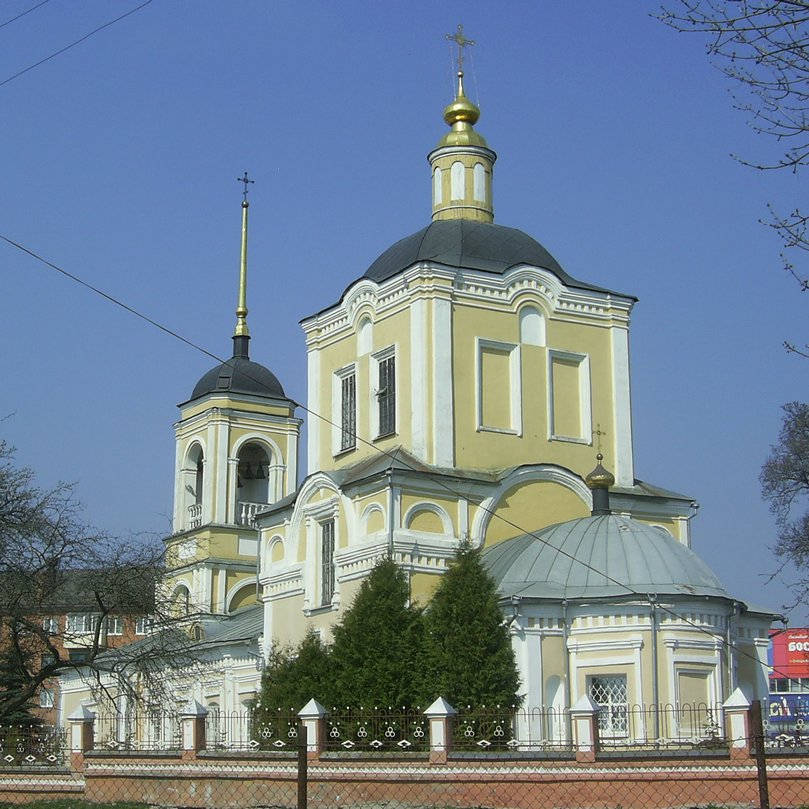
Cerkiew Zmartwychwstania Pańskiego